# Pelit
Pelit (tiếng Hy Lạp Pelos, [đất] sét) là tên miêu tả cho đá vụn với kích thước hạt nhỏ hơn 1/16 mm hay 0,0625 mm (nguyên gốc là cát hay đất bùn). Các ví dụ có đá bảng và đá bùn. Tên gọi tương đương cho thuật ngữ có gốc từ tiếng Latinh là lutit. Pelit được sử dụng phổ biến hơn cho trầm tích biến chất.
Pilit là tên gọi ít được sử dụng hơn để chỉ olivin bị biến đổi, trong đó nó bị thay thế giả hình thái một phần bằng tổ hợp cacbonat–clorit–actinolit. Pilit chỉ có thể được nhận dạng trong các đoạn mỏng.
Pettijohn  đưa ra các thuật ngữ miêu tả sau, dựa trên kích thước hạt, tránh sử dụng các thuật ngữ như sét hay argillit (sét kết) vì chúng ẩn chứa thông tin về thành phần hóa học. Các thuật ngữ Hy Lạp nói chung được sử dụng phổ biến hơn cho đá biến chất, còn các thuật ngữ Latinh cho các loại đá chưa biến chất:
| Kết cấu    | Phổ thông | Hy Lạp  | Latinh |
| ---------- | --------- | ------- | ------ |
| Thô        | Sỏi       | Psephit | Rudit  |
| Trung bình | Cát       | Psammit | Arenit |
| Mịn        | Sét       | Pelit   | Lutit  |